# Roger Pierrot
Roger Pierrot  (* 11. Februar 1920 in Neuilly-sur-Seine; † 1. März 2015 in Ivry-sur-Seine) war ein französischer Bibliothekar, Romanist und Literaturwissenschaftler.

## Leben und Werk
Pierrot trat 1943 an der Bibliothèque Nationale (heute: Bibliothèque nationale de France) eine Laufbahn als Bibliothekar an, die ihn 1968 in das Amt eines Chefkonservators führte (1972–1975 Präsident der französischen Bibliothekarsgesellschaft). An seiner Bibliothek organisierte Pierrot zahlreiche Ausstellungen. Er habilitierte sich 1974 kumulativ an der Universität Paris III mit Forschungen über Honoré de Balzac, dessen Korrespondenz er herausgab und dem er eine umfangreiche Biografie widmete (wie auch Balzacs Ehefrau Ewelina Hańska). 

## Werke
- (Hrsg.) Balzac, Contes drolatiques, Pari, Gallimard, 1959 (Comédie humaine 11; Bibliothèque de la Pléiade).
- (Hrsg.) Correspondance de Balzac, 5 Bde., Paris, Classiques Garnier, 1960–1969.
  - (Hrsg. mit Hervé Yon), Correspondance de Balzac, 3 Bde., Paris, Gallimard, 2006–2011 (Bibliothèque de la Pléiade).
- (Hrsg.) Lettres à Madame Hanska, 4 Bde., Paris, Delta, 1967–1971; 2 Bde., Paris, Robert Laffont, 1990 (Bouquins).
- (Hrsg. mit Marie Cordroc'h und Loïc Chotard) Correspondance d'Alfred de Musset, Paris, Presses universitaires de France, 1985.
- Honoré de Balzac, Paris, Fayard, 1994, 1999.
- Ève de Balzac, Paris, Stock, 1999.